# Stowarzyszenie Rodzina Katyńska w Warszawie
Stowarzyszenie Rodzina Katyńska w Warszawie – polskie stowarzyszenie z siedzibą w Warszawie, skupiające krewnych i bliskich ofiar zbrodni katyńskiej z 1940 oraz zajmująca się ich upamiętnieniem.

## Historia

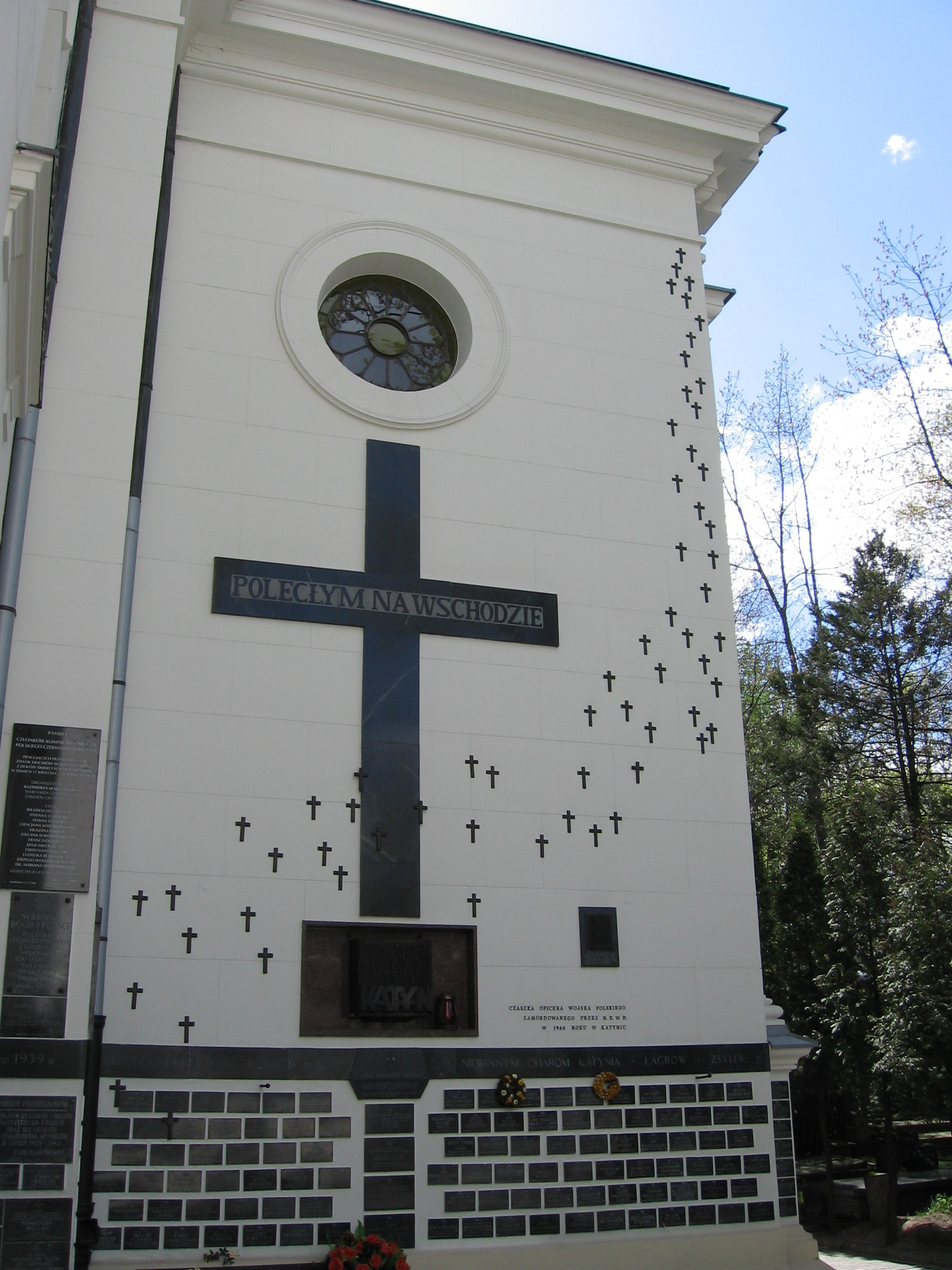
Sanktuarium „Poległym i Pomordowanym na Wschodzie” w kościele św. Karola Boromeusza w Warszawie z tabliczkami poświęconymi ofiarom zbrodni katyńskiej

Działalność warszawskiej rodziny katyńskiej zainicjowali pod koniec 1988 Jolanta Klimowicz-Osmańczyk, Edmund Osmańczyk, Andrzej Wajda, Bożena Mamontowicz-Łojek, Jan Plater Gajewski i ks. proboszcz Stefan Niedzielak, dzięki któremu organizatorzy otrzymali miejsce do spotkań w domu parafialnym, przy kościele św. Karola Boromeusza na Powązkach. Początkowo twórcy świadomie nie zarejestrowali działalności w formie prawnej. Od 1989 w zarządzie Warszawskiej Rodziny Katyńskiej zasiadali Bożena Mamontowicz-Łojek jako przewodnicząca i Jędrzej Tucholski jako wiceprzewodniczący. W działanie grupy zaangażowały się aktywnie Katarzyna Piskorska w dziedzinie plastycznej, Danuta Przystasz odpowiedzialna za sprawozdania i regulaminy.
19 grudnia 1991 Sąd Wojewódzkie w Warszawie zarejestrował Stowarzyszenie Rodzina Katyńska w Warszawie (autorką pierwotnej wersji statutu była Danuta Przystasz, a finalną wersję opracowali mec. Wiktor Łyszczak i B. Łojek). Jako główne cele statutowe działalności stowarzyszenia wskazano: „dążenie do ujawnienia faktów i utrwalenie prawdy o losach polskich jeńców wojennych przetrzymywanych w obozach sowieckich, zamordowanych w Katyniu, Charkowie oraz Twerze i w innych miejscach na terenie ZSRR” oraz „Staranie o pobudowanie cmentarzy wojennych jeńców polskich zamordowanych w Katyniu, Charkowie oraz Twerze”. 
Od 22 lutego 1992 do 4 lutego 1994 przewodniczącym zarządu był Jędrzej Tucholski, a jego następcą został wcześniejszy zastępca, Włodzimierz Dusiewicz. W wybranym pod koniec listopada 1995 i 1998 zarządzie stowarzyszenia prezesem był wybierany Tadeusz Lutoborski, wiceprezesem pozostawała Bożena Łojek, a członkinią została m.in. Katarzyna Piskorska.
Stowarzyszenie Rodzina Katyńska w Warszawie uzyskało wpis w rejestrze stowarzyszeń w Krajowym Rejestrze Sądowym 29 sierpnia 2003.
Stowarzyszenie zostało jednym z organizatorów Katyńskiego Marszu Cieni.
W drodze na obchody 70. rocznicy zbrodni katyńskiej 10 kwietnia 2010 w katastrofie polskiego Tu-154 w Smoleńsku ponieśli śmierć działacze Warszawskiej Rodziny Katyńskiej i stowarzyszenia: Bożena Mamontowicz-Łojek, Tadeusz Lutoborski, Katarzyna Piskorska oraz ks. inf. Zdzisław Król i ks. Andrzej Kwaśnik.

## Władze
Zarząd
- Halina Drachal – prezes
- Andrzej Leśnik – pierwszy wiceprezes
- Marek Krystyniak – drugi wiceprezes
- Maria Buńda – skarbnik
- Magdalena Gadomska – sekretarz
- członkowie: Teresa Gądzikiewicz-Prokopow, Krystyna Geyer, Łukasz Kowalski, Stefan Żelazowski